# Hans Ulrich Kempski
Hans Ulrich Kempski (* 3. August 1922 in Dramburg, Pommern; † 30. Dezember 2007 in München) war als langjähriger Chefkorrespondent der Süddeutschen Zeitung einer der einflussreichsten deutschen Journalisten.

## Leben
Hans Ulrich Kempski besuchte das humanistische Domgymnasium Naumburg. Seinen ersten Zeitungsbericht verfasste er noch als Quartaner über einen in einer spitzen Kurve am Naumburger Salztor umgekippten Dreiradtransporter. Kempski hatte wochenlang geduldig auf das an dieser Stelle voraussehbare Ereignis gewartet.
Im Zweiten Weltkrieg wurde er als Fallschirmjäger mehrfach verwundet.
Seine Karriere als Journalist begann er 1946 als Leiter des Münchner Büros der Deutschen Nachrichtenagentur (DENA). Seit Oktober 1949 war er Chefreporter der Süddeutschen Zeitung in München, von 1970 bis 1987 war er als Chefkorrespondent Mitglied der Chefredaktion des Blattes. Nach seinem Ausscheiden aus der Redaktion blieb Kempski der SZ als Sonderkorrespondent verbunden. Seinen letzten Beitrag für das SZ-Magazin veröffentlichte er im November 2007. Jahrelang war er Sprecher der Jury des Egon-Erwin-Kisch-Preises.
Kempski wurde 1955 in Moskau zufällig der Bote, der die Einladung der Sowjetunion an Konrad Adenauer zur Aufnahme diplomatischer Beziehungen überbringen sollte.
1960 führte ein Interview Kempskis mit dem Oberkommandierenden der französischen Truppen in Algerien, General Jacques Massu, zu dessen Versetzung durch Staatspräsident de Gaulle und in der Folge zu einer Staatskrise der Fünften Republik.
In seinen Reportagen über deutsche und internationale Politik, die unter der Dachzeile „Hans Ulrich Kempski berichtet …“ erschienen, lehnte Kempski die strikte Trennung zwischen Nachricht und Meinung ab, da diese nach seiner Ansicht „die Darstellung der ganzen Wahrheit“ verhindere. Dabei galt für Kempski der Grundsatz: „Wer beobachten will, darf nicht mitspielen“.
Hans Ulrich Kempski starb im 86. Lebensjahr. Er hinterließ seine Frau, zwei Söhne und zwei Enkel.

## Auszeichnungen
- 1967: Theodor-Wolff-Preis[6]
- 1972: Bayerischer Verdienstorden
- 2000: Bundesverdienstkreuz 1. Klasse